# قلعه (بورچکا)
قلعه (به ترکی استانبولی: Kale) یک منطقهٔ مسکونی در ترکیه است که در بورچکا واقع شده‌است. قلعه ۳۹۳ نفر جمعیت دارد.